# 国家核电技术
国家核电技术有限公司，簡稱国家核电技术公司、国家核电是中国2007年5月22日成立的国有企业，总投资额40亿元，分别由国务院国有资产监督管理委员会的出资24亿人民币，中国核工业集团公司、中国电力投资集团公司（中国國家電力投資集團公司前身）、中国广东核电集团有限公司和中国技术进出口总公司各按4亿元出资。国核公司负责从国外引进第三代核电技术，并从事核电工程建设及核电自主化的研发。
国家核电是三代核电技术AP1000的受让方和国产三代核电技术CAP1400/1700的牵头实施单位和重大专项示范工程的实施主体，拥有较强的核电设计研发能力。
2015年5月29日經報國務院批准，中國電力投資集團公司和國家核電技術有限公司重組成立国家电力投资集团。